# 김준희 (1960년)
김준희(金濬禧, 1960년 5월 16일 ~ )는 전 KBO 리그 삼성 라이온즈의 선수이다.

## 출신학교
- 대구상업고등학교
- 영남대학교